# Monte Iboundji
Monte Iboundji es un pico situado en el país africano de Gabón. Algunas fuentes sostienen que es el punto más alto del país, con una altitud de 1.575 metros, pero estos datos no son compatibles con otras mediciones, ya que fuentes más fiables citan 972 m, algo que se puede comprobar en Google Earth.
Otras fuentes indican que el Monte Bengoué es el pico más elevado en Gabón.